# Boksning under sommer-OL 1972
Boksning under Sommer-OL 1972 i München blev afviklet fra den 27. august til den 10. september 1972 i arenaen Boxhalle. Med 357 deltagere fra 81 nationer satte deltagerantallet atter rekord. Bedste nation blev Cuba, der med 3 guld, 1 sølv og 1 bronze fik sit store gennembrud. Bortset fra Cuba blev bokseturneringen domineret massivt af boksere fra østblokken, og det blev således kun til to guldmedaljer fra vestblokken, en til USA og en til værtsnationen Vesttyskland. USA sluttede som 6. bedste nation, det ringeste resultat siden OL i 1948.
Turneringens store profil var den cubanske sværvægter Teófilo Stevenson, der på sin vej til finalen stoppede samtlige sine tre modstandere, inden han kunne erklæres som turneringens vinder, da den rumænske finalemodstander Ion Alexe grundet en skade ikke kunne stille op. Teófilo Stevenson modtog Val Barker trofæet for sin indsats i turneringen. 

## Danske deltagere
Danmark stillede med tre deltagere, men opnåede ikke medaljer. 
I letvægt deltog Erik Madsen, der imidlertid tabte i første runde 5-0 til ireren Charlie Nash, der siden vandt det professionelle europamesterskab. 
I weltervægt vandt Ib Bødtcher 3-2 i første runde over Niguel Ortiz Flores, men blev i turneringens anden runde stoppet i 3. omgang af ireren John Rodgers. 
I mellemvægt vandt Poul Knudsen overlegent første kamp 5-0 (60-55; 60-55; 60:55; 60:53; 60:53) over William Peets fra U.S. Virgin Island og kvalificerede sig derved til kvartfinalen, hvor han dog tabte til ghaneseren Prince Amartey med dommerstemmerne 2-3 (59:58; 59:58; 60:58; 59:59; 58:59) efter en tæt kamp.

## Medaljer
| Boksing OL 1972 München | Boksing OL 1972 München | Boksing OL 1972 München | Boksing OL 1972 München | Boksing OL 1972 München | Boksing OL 1972 München |
| ----------------------- | ----------------------- | ----------------------- | ----------------------- | ----------------------- | ----------------------- |
| Nr.                     | Land                    | Guld                    | Sølv                    | Bronze                  | Totalt                  |
| 1.                      | Cuba                    | 3                       | 1                       | 1                       | 5                       |
| 2.                      | USSR                    | 2                       | 0                       | 0                       | 2                       |
| 3.                      | Ungarn                  | 1                       | 2                       | 1                       | 4                       |
| 4.                      | Polen                   | 1                       | 1                       | 2                       | 4                       |
| 5.                      | Bulgarien               | 1                       | 1                       | 0                       | 2                       |
| 6.                      | USA                     | 1                       | 0                       | 3                       | 4                       |
| 7.                      | Vesttyskland            | 1                       | 0                       | 1                       | 2                       |
| 7.                      | Jugoslavien             | 1                       | 0                       | 1                       | 2                       |
| 9.                      | Kenya                   | 0                       | 1                       | 2                       | 3                       |
| 10.                     | Finland                 | 0                       | 1                       | 0                       | 1                       |
| 10.                     | Mexico                  | 0                       | 1                       | 0                       | 1                       |
| 10.                     | Nordkorea               | 0                       | 1                       | 0                       | 1                       |
| 10.                     | Rumænien                | 0                       | 1                       | 0                       | 1                       |
| 10.                     | Uganda                  | 0                       | 1                       | 0                       | 1                       |
| 15.                     | Storbritannien          | 0                       | 0                       | 3                       | 3                       |
| 16.                     | Colombia                | 0                       | 0                       | 2                       | 2                       |
| 17.                     | DDR                     | 0                       | 0                       | 1                       | 1                       |
| 17.                     | Ghana                   | 0                       | 0                       | 1                       | 1                       |
| 17.                     | Niger                   | 0                       | 0                       | 1                       | 1                       |
| 17.                     | Nigeria                 | 0                       | 0                       | 1                       | 1                       |
| 17.                     | Spanien                 | 0                       | 0                       | 1                       | 1                       |
| 17.                     | Sverige                 | 0                       | 0                       | 1                       | 1                       |
| Totalt                  | Totalt                  | 11                      | 11                      | 22                      | 44                      |

### Letfluevægt(-48 kg)
| Medalje | Land           | Bokser            |
| ------- | -------------- | ----------------- |
| Guld    | Ungarn         | György Gedó       |
| Sølv    | Nordkorea      | Kim U-Gil         |
| Bronze  | Spanien        | Enrique Rodriguez |
| Bronze  | Storbritannien | Ralph Evans       |

### Fluevægt(-51 kg)
| Medalje | Land      | Bokser            |
| ------- | --------- | ----------------- |
| Guld    | Bulgarien | Georgi Kostadinov |
| Sølv    | Uganda    | Leo Rwabwogo      |
| Bronze  | Cuba      | Douglas Rodriguez |
| Bronze  | Polen     | Leszek Blazynski  |

### Bantamvægt(-54 kg)
| Medalje | Land           | Bokser           |
| ------- | -------------- | ---------------- |
| Guld    | Cuba           | Orlando Martínez |
| Sølv    | Mexico         | Alfonso Zamora   |
| Bronze  | Storbritannien | George Turpin    |
| Bronze  | USA            | Ricardo Carreras |

### Fjervægt(- 57 kg)
| Medalje | Land          | Bokser          |
| ------- | ------------- | --------------- |
| Guld    | Sovjetunionen | Boris Kuznetsov |
| Sølv    | Kenya         | Philip Waruinge |
| Bronze  | Colombia      | Clemente Rojas  |
| Bronze  | Ungarn        | Andras Botos    |

### Letvægt(-60 kg)
| Medalje | Land     | Bokser          |
| ------- | -------- | --------------- |
| Guld    | Polen    | Jan Szczepawski |
| Sølv    | Ungarn   | Laszlo Orban    |
| Bronze  | Colombia | Alfonso Perez   |
| Bronze  | Kenya    | Samuel Mbugua   |

### Letweltervægt(-63,5 kg)
| Medalje | Land        | Bokser         |
| ------- | ----------- | -------------- |
| Guld    | USA         | Ray Seales     |
| Sølv    | Bulgarien   | Anghel Angelov |
| Bronze  | Jugoslavien | Zvonimir Vujin |
| Bronze  | Niger       | Issaka Dabore  |

### Weltervægt(-67 kg)
| Medalje | Land   | Bokser        |
| ------- | ------ | ------------- |
| Guld    | Cuba   | Emilio Correa |
| Sølv    | Ungarn | János Kajdi   |
| Bronze  | Kenya  | Dick Murunga  |
| Bronze  | USA    | Jesse Valdez  |

### Første runde
- Ib Bøtcher (DEN) def. Nicolas Ortiz Flores (PUR), 3:2
- Vladimir Kolev (BUL) def. Abdelhamid Fouad Gad (EGY), 5:0
- David Jackson (UGA) def. Victor Zilberman (ROU), 3:2
- Carlos Burga (PER) def. Ketil Hodne (NOR), 4:1
- Jesse Valdez (USA) def. Kolman Kalipe (TOG), 5:0

### Anden runde
- Alfonso Fernández (ESP) def. Hakki Sözen (TUR), 4:1
- Maurice Hope (GBR) def. Garry Davis (BAH), 5:0
- Damdiniav Bandi (MGL) def. Emma Flash Ankoudey (GHA), 3:2
- János Kajdi (HUN) def. James Vrij (HOL), 4:1
- Kerry Devlin (AUS) def. Mirgaani Rizgalla (SUD), TKO-3
- Sergio Lozano (MEX) def. Joe Mensah (NGR), 5:0

- Vartex Parsanian (IRI) def. Mbaraka Mkanga (TNZ), 5:0

- Richard Murunga (KEN) def. Alfons Stawski (POL), 4:1

- Emilio Correa (CUB) def. Damiano Lassandro (ITA), 5:0

- Manfred Wolke (GDR) def. Panayotis Therianos (GRE), 4:1

- Günther Meier (FRG) def. Jeff Rackley (NZL), 5:0

- Sangnual Rabieb (THA) def. Karl Gschwind (SUI), 5:0

- Anatoliy Khokhlov (URS) def. Julio Medina (CHI), TKO-3

- John Rodgers (IRL) def. Ib Bøtcher (DEN), TKO-3

- David Jackson (UGA) def. Vladimir Kolev (BUL), 4:1

- Jesse Valdez (USA) def. Carlos Burga (PER), 4:1

### Third Round
- Maurice Hope (GBR) def. Alfonso Fernández (ESP), walk-over
- János Kajdi (HUN) def. Damdiniav Bandi (MGL), KO-2
- Sergio Lozano (MEX) def. Kerry Devlin (AUS), 4:1
- Richard Murunga (KEN) def. Vartex Parsanian (IRI), TKO-3
- Emilio Correa (CUB) def. Manfred Wolke (GDR), TKO-2
- Günther Meier (FRG) def. Sangnual Rabieb (THA), 5:0
- Anatoliy Khokhlov (URS) def. John Rodgers (IRL), 5:0
- Jesse Valdez (USA) def. David Jackson (UGA), 4:1

### Kvartfinaler
- János Kajdi (HUN) def. Maurice Hope (GBR), 5:0
- Richard Murunga (KEN) def. Sergio Lozano (MEX), KO-1
- Emilio Correa (CUB) def. Günther Meier (FRG), 3:2
- Jesse Valdez (USA) def. Anatoly Khohlov (URS), 5:0

### Semifinaler
- János Kajdi (HUN) def. Richard Murunga (KEN), 4:1
- Emilio Correa (CUB) def. Jesse Valdez (USA), 3:2

### Finale
- Emilio Correa (CUB) def. János Kajdi (HUN), 5:0

### Letmellemvægt(-71 kg)
| Medalje | Land               | Bokser            |
| ------- | ------------------ | ----------------- |
| Guld    | Vesttyskland BRD   | Dieter Kottysch   |
| Sølv    | Polen POL          | Wieslaw Rudkowski |
| Bronze  | Storbritannien GBR | Alan Minter       |
| Bronze  | Østtyskland DDR    | Peter Tiepold     |

### Første runde
- Rolando Garbey (CUB) def. Ricky Barnor (GHA), 5:0
- Svetomir Belic (YUG) def. Dumar Fall (SEN), 4:1

### Anden runde
- Anthony Richardson (HOL) def. Svetomir Belic (YUG), 3:2

- Loucif Hanmani (ALG) def. José Colón (PUR), 5:0

- Alan Minter (GBR) def. Reginald Ford (GUY), KO-2

- Valeri Tregubov (URS) def. Reggie Jones (USA), 3:2

- Evengelos Oikonomakos (GRE) def. Nicolas Aquilino (PHI), 5:0

- Dieter Kottysch (FRG) def. Bonifacio Avila (COL), TKO-2

- Mohamed Majeri (TUN) def. Issoufou Habou (NIG), 5:0

- Alan Jenkinson (AUS) def. Michel Belliard (FRA), 4:1

- Mikko Saarinen (FIN) def. David Attan (KEN), TKO-2

- Peter Tiepold (GDR) def. Ion Györfi (ROU), 4:1

- Christopher Elliott (IRL) def. Farouk Kesrouan (LEB), 5:0

- Emeterio Villanueva (MEX) def. Alfredo Lemus (VEN), 4:1

- Wiesław Rudkowski (POL) def. Antonio Castellini (ITA), 5:0

- Nayden Stanchev (BUL) def. John Opio (UGA), 3:2

- Rolando Garbey (CUB) def. Franz Csandl (AUT), 5:0

- Jae Keun-Lim (KOR) def. Namchal Tsendaiush (MGL), 3:2

### Tredje runde
- Loucif Hanmani (ALG) def. Anthony Richardson (HOL), TKO-2

- Alan Minter (GBR) def. Valeri Tregubov (URS), 5:0

- Dieter Kottysch (FRG) def. Evengelos Oikonomakos (GRE), 5:0

- Mohamed Majeri (TUN) def. Alan Jenkinson (AUS), 5:0

- Peter Tiepold (GDR) def. Mikko Saarinen (FIN), 5:0

- Emeterio Villanueva (MEX) def. Christopher Elliott (IRL), TKO-3

- Wiesław Rudkowski (POL) def. Nayden Stanchev (BUL), 5:0

- Rolando Garbey (CUB) def. Jae Keun-Lim (KOR), TKO-2

### Kvartfinaler
- Alan Minter (GBR) def. Loucif Hanmani (ALG), 4:1

- Dieter Kottysch (FRG) def. Mohamed Majeri (TUN), 5:0

- Peter Tiepold (GDR) def. Emeterio Villanueva (MEX), 5:0

- Wiesław Rudkowski (POL) def. Rolando Garbey (CUB), 4:1

### Semifinaler
- Dieter Kottysch (FRG) def. Alan Minter (GBR), 3:2

- Wiesław Rudkowski (POL) def. Peter Tiepold (GDR), 4:1

### Finale
- Dieter Kottysch (FRG) def. Wiesław Rudkowski (POL), 3:2

### Mellemvægt(-75 kg)
| Medalje | Land          | Bokser              |
| ------- | ------------- | ------------------- |
| Guld    | Sovjetunionen | Vyacheslav Lemeshev |
| Sølv    | Finland       | Reima Virtanen      |
| Bronze  | USA           | Marvin Johnson      |
| Bronze  | Ghana         | Prince Amartey      |

### Første runde
- Alejandro Montoya (CUB) def. Alec Năstac (ROU), KO-1

- William Knight (GBR) def. Julius Luipa (ZAM), 3:2

- Hans-Joachim Brauske (GDR) def. Abdalla Abdelwahb Salih (SUD), 3:2

- Vyacheslav Lemeshev (URS) def. William Gomnies (INA), KO-1

- Nazif Kuran (TUR) def. Athanasios Giannopoulos (GRE), TKO-2

- Nathaniel Knowles (BAH) def. Faustino Quinales (VEN), TKO-1

### Anden runde
- Reima Virtanen (FIN) def. Titus Simba (TNZ), 3:2

- Witold Stachurski (POL) def. Peter Dula (KEN), 4:1

- Prince Amartey (GHA) def. José Luis Espinosa (MEX), 5:0

- Poul Knudsen (DEN) def. William Peets (VIS), 5:0

- Marvin Johnson (USA) def. Ewald Jarmer (FRG), 5:0

- Alejandro Montoya (CUB) def. William Knight (GBR), TKO-2

- Vyacheslav Lemeshev (URS) def. Hans-Joachim Brauske (GDR), 5:0

- Nazif Kuran (TUR) def. Nathaniel Knowles (BAH), KO-1

### Kvartfinaler
- Reima Virtanen (FIN) def. Witold Stachurski (POL), TKO-3

- Prince Amartey (GHA) def. Poul Knudsen (DEN), 3:2

- Marvin Johnson (USA) def. Alejandro Montoya (CUB), 5:0

- Vyacheslav Lemeshev (URS) def. Nazif Kuran (TUR), TKO-2

### Semifinaler
- Reima Virtanen (FIN) def. Prince Amartey (GHA), 3:2

- Vyacheslav Lemeshev (URS) def. Marvin Johnson (USA), TKO-2

### Finale
- Vyacheslav Lemeshev (URS) def. Reima Virtanen (FIN), KO-1

### Letsværvægt(-81 kg)
| Medalje | Land        | Bokser           |
| ------- | ----------- | ---------------- |
| Guld    | Jugoslavien | Mate Parlov      |
| Sølv    | Cuba        | Gilberte Carillo |
| Bronze  | Polen       | Janusz Gortat    |
| Bronze  | Nigeria     | Isaak Ikhouria   |

### Første runde
- Isaac Ikhouria (NGR) def. Anton Schaer (SUI), 3:2

- Valdemar Paulino Oliveira (BRA) def. Nghivav Mehtab Singh (IND), 5:0

- Nikolay Anfimov (URS) def. Georgi Stankov (BUL), 5:0

- Mahmoud Ahmed Ali (EGY) def. Gombo Zorig (MGL), 5:0

- Janusz Gortat (POL) def. Jaroslav Kral (TCH), 5:0

- Raymond Russell (USA) def. Stephen Thega (KEN), TKO-2
- Rudi Hornig (FRG) def. Henri Moreau (FRA), 5:0
- Guglielmo Spinello (ITA) def. Samson Laizer (TNZ), KO-2
- Marin Culineac (ROU) def. Dinsdale Wright (JAM), 5:0
- Miguel Angel Cuello (ARG) def. Ottomar Sachse (GDR), 4:
- Mate Parlov (YUG) def. Noureddine Aman Hasan (CHA), TKO-2
- Imre Tóth (HUN) def. Matthias Ouma (UGA), 3:2

### Anden runde
- Gilberto Carrillo (CUB) def. Ernesto Sanchez (VEN), KO-1

- Harald Skog (NOR) def. Seifu Mekkonen (ETH), 5:0

- Isaac Ikhouria (NGR) def. Valdemar Paulino Oliveira (BRA), 5:0

- Nikolay Anfimov (URS) def. Mahmoud Ahmed Ali (EGY), TKO-3

- Janusz Gortat (POL) def. Raymond Russell (USA), 3:2

- Rudi Hornig (FRG) def. Guglielmo Spinello (ITA), 4:1

- Miguel Angel Cuello (ARG) def. Marin Culineac (ROU), TKO-2

- Mate Parlov (YUG) def. Imre Tóth (HUN), TKO-2

### Kvartfinaler
- Gilberto Carrillo (CUB) def. Harald Skog (NOR), TKO-1

- Isaac Ikhouria (NGR) def. Nikolay Anfimov (URS), 3:2

- Janusz Gortat (POL) def. Rudi Hornig (FRG), TKO-1

- Mate Parlov (YUG) def. Miguel Angel Cuello (ARG), walk-over

### Semifinaler
- Gilberto Carrillo (CUB) def. Isaac Ikhouria (NGR), 5:0

- Mate Parlov (YUG) def. Janusz Gortat (POL), 5:0

### Finale
- Mate Parlov (YUG) def. Gilberto Carrillo (CUB), TKO-2

### Sværvægt(+81 kg)
| Medalje | Land             | Bokser            |
| ------- | ---------------- | ----------------- |
| Guld    | Cuba CUB         | Teófilo Stevenson |
| Sølv    | Romania ROU      | Ion Alexe         |
| Bronze  | Vesttyskland BRD | Peter Hussing     |
| Bronze  | Sverige SWE      | Hasse Thomsen     |

### Første runde
- Teófilo Stevenson (CUB) def. Ludwik Denderys (POL), TKO-1

- Duane Bobick (USA) def. Yuri Nesterov (URS), 5:0

- Ion Alexe (ROU) def. Jozsef Reder (HUN), 5:0

- Jürgen Fanghänel (GDR) def. Atanas Suvandzhiev (BUL), KO-1

- Carroll Morgan (CAN) def. Fatai Ayinla (NGR), 3:2

- Hasse Thomsén (SWE) def. Jean Bassomben (CMR), 4:1

### Kvartfinaler
- Peter Hussing (FRG) def. Oscar Ludeña (PER), KO-1
- Teófilo Stevenson (CUB) def. Duane Bobick (USA), TKO-3
- Ion Alexe (ROU) def. Jürgen Fanghänel (GDR), 5:0
- Hasse Thomsén (SWE) def. Carroll Morgan (CAN), KO-3

### Semifinaler
- Teófilo Stevenson (CUB) def. Peter Hussing (FRG), TKO-2
- Ion Alexe (ROU) def. Hasse Thomsén (SWE), 5:0

### Finale
- Teófilo Stevenson (CUB) def. Ion Alexe (ROU), walk-over